# Lucas Salas
Lucas Ezequiel Salas (San Juan, 28 settembre 1994) è un calciatore argentino, centrocampista dello Sp. Belgrano (SF).

## Caratteristiche tecniche
È un trequartista.

## Carriera
Cresciuto nel settore giovanile del San Martín (SJ), ha esordito in prima squadra l'11 agosto 2012 disputando l'incontro di Primera División perso 1-0 contro il Colón (SF).